# Apidya
Apidya ist ein horizontal scrollendes Shoot ’em up. Das Videospiel wurde von Kaiko entwickelt und 1992 von Play Byte, einem Label von Blue Byte, für den Amiga 500 veröffentlicht. Der Name taucht auf dem Startbildschirm als アビヂャ auf, Katakana für Abija.

## Handlung
Irgendwann im 20. Jahrhundert (laut dem Vorspann spielt Apidya im Jahr 19XX) schickt der Zauberer Hexaae aus ungeklärten Gründen einen Schwarm mutierter Bienen los, die das Mädchen Yuri stechen und vergiften. Ihr Mann Ikuro schwört Rache. Er will Hexaae töten und ihm das Gegengift abnehmen, um Yuri zu retten. Zu diesem Zweck verwandelt er sich in eine Biene und macht sich auf den Weg.
Der Name Hexaae spielt an auf Hexapoda, den lateinischen Namen für die Insekten-Überklasse der Sechsfüßer, und deutet so schon auf den weiteren Verlauf des Spiels, denn Insekten sind es im Wesentlichen, gegen die Ikuro kämpfen muss.
Nachdem der letzte Endgegner besiegt ist, verwandelt sich Ikuro in einen Menschen zurück. Er schlägt Hexaae mit einem Schwert den Kopf ab, nimmt das Gegengift und rettet Yuri damit in letzter Sekunde.

## Spielprinzip und Technik
Der Spieler steuert Ikuro in Bienenform durch eine Welt voller Gegner. Mit diversen Geschossen kann er sich gegen zahlreiche verschiedene Insekten und kleine Wirbeltiere (z. B. Fische) zur Wehr setzen. Die Welt des Spieles besteht aus fünf Welten, die aus meist drei Leveln bestehen. Am Ende jedes Levels wartet ein Endgegner.
Powerups in Apidya sind Blumen, die manche Gegner bei ihrem Abschuss hinterlassen. Diese Blumen können eingesammelt und in verschiedene Erweiterungen und Fähigkeiten der Biene investiert werden. Wie auch bei R-Type gibt es auch bei Apidya eine „Beam“-Waffe: Diese muss durch einen langen Druck auf den Feuerknopf des Joysticks aufgeladen werden und kann dann als besonders mächtiges Geschoss in Form eines großen Stachels abgefeuert werden.

## Produktionsnotizen
Programmiert wurde Apidya von Peter Thierolf. Frank Matzke war für die Grafiken verantwortlich. Der Soundtrack wurde von Chris Hülsbeck komponiert und erschien noch im selben Jahr in einer überarbeiteten Fassung auf CD. Eine Suite mit Musik aus dem Spiel wurde von Hülsbeck arrangiert und auf der ersten Veranstaltung der Game Concerts-Reihe 2003 im Gewandhaus Leipzig aufgeführt.

## Rezeption
Der Amiga Joker bewertete Apidya als das „derzeit beste Ballerspiel für den Amiga“ und hielt es auch im Vergleich zu zeitgenössischen Konsolentiteln für überlegen. Das Magazin lobte Umfang und Abwechslungsreichtum des Spiels sowie „phantasievoll ausgetüftelte“ Angriffswellen und optische Gimmicks. Kritisiert wurde lediglich die „überflüssige und nichtssagende“ Story des Spiels. Ähnlich positiv fiel das Urteil der Power Play-Redaktion aus: Die „tolle Grafik“ und der „exzellente Sound“ wurden hervorgehoben. Der hohe und als „etwas unfair“ beschriebene Schwierigkeitsgrad hingegen führte zu Abzügen in der Gesamtwertung.